# 高野神社 (津山市二宮)

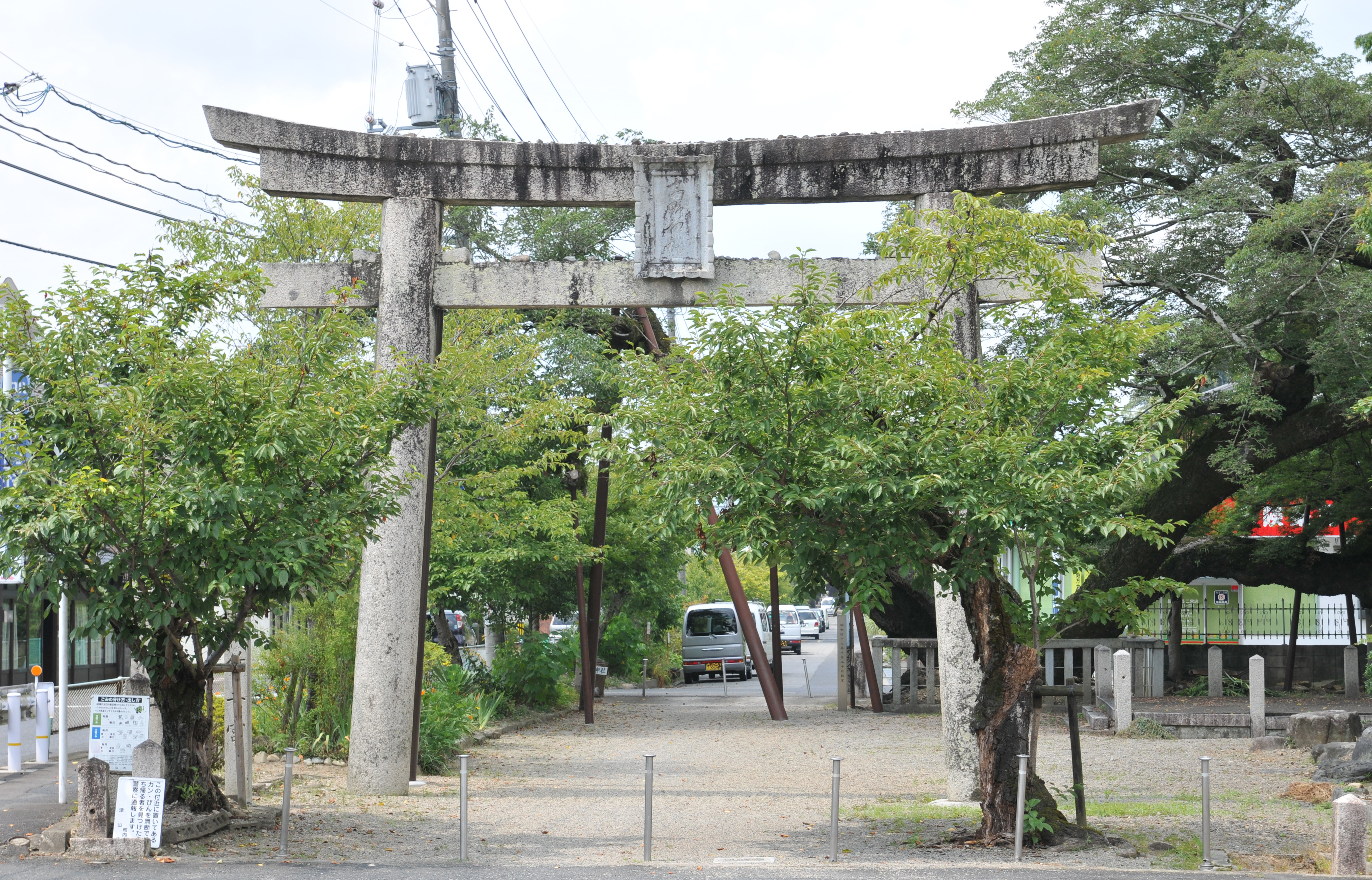
鳥居

高野神社（たかのじんじゃ）は、岡山県津山市にある神社。式内社論社、美作国二宮で、旧社格は県社。

## 概要
津山市西部に位置し、北西に神山を背負い、南に久米の佐良山を望み、眼下に吉井川を見下ろす地に鎮座する。
美作国の二宮とされた古社であり、美作三大社の一社に数えられる。中世以降、領主や津山藩主の崇敬が篤く、なかでも藩主・森氏が社殿の造営・社領の寄進を行い、当時の本殿は岡山県指定重要文化財となっている。そのほか、国の重要文化財の随身像などの文化財を現在に伝えている。

## 祭神
主祭神
- 彦波限建鵜葺草葺不合尊 （ひこなぎさたけうがやふきあえずのみこと）

相殿神
- 大己貴命 （おおなむちのみこと） - 美作総社宮祭神
- 鏡作命 （かがみつくりのみこと） - 中山神社（美作国一宮）祭神

## 歴史

### 創建
社伝では、当社の祭祀は吉井川の河原にあった碫馭盧岩（おのころいわ）に始まり、この岩を磐境として祀っていたと伝える。のち安閑天皇2年（534年）に社殿が創建されたという。

### 概史
平安時代中期の『延喜式神名帳』には式内社として「美作国苫東郡 高野神社」の記載があり、当社をそれにあてる説がある。当社は遅くとも平安時代後期から美作国二宮として栄えていたとされ、当社を比定する説は多い。ただし当社の鎮座地は苫西郡であるため、苫東郡に鎮座する高野神社（津山市高野本郷）をあてる説もあり、両方が論社とされ結論には至っていない。なお『延喜式神名帳』国史大系本には「カウヤ」と仮名が振られているほか、『宇治拾遺物語』には当社に関して「かうや」と仮名で記されており、社名は一時期音読されていたことがわかる。
鎌倉時代以降は武家からの崇敬も篤く、源頼朝・山名時春・毛利元就・小早川隆景等が社殿造営や寄進を行なったと伝える。江戸時代には津山藩主・森氏により現在の社殿が修造されたほか、のちの藩主となった松平氏からも崇敬された。
明治維新後、近代社格制度において県社に列した。

### 神階
「美作国高野神」に対する奉叙の記録。ただし、当社とするか高野本郷の高野神社とするかには検討を要する。
- 貞観6年（864年）8月15日、従五位上 （『日本三代実録』）
- 貞観17年（875年）3月29日、正五位下 （『日本三代実録』）

## 境内

### 社殿

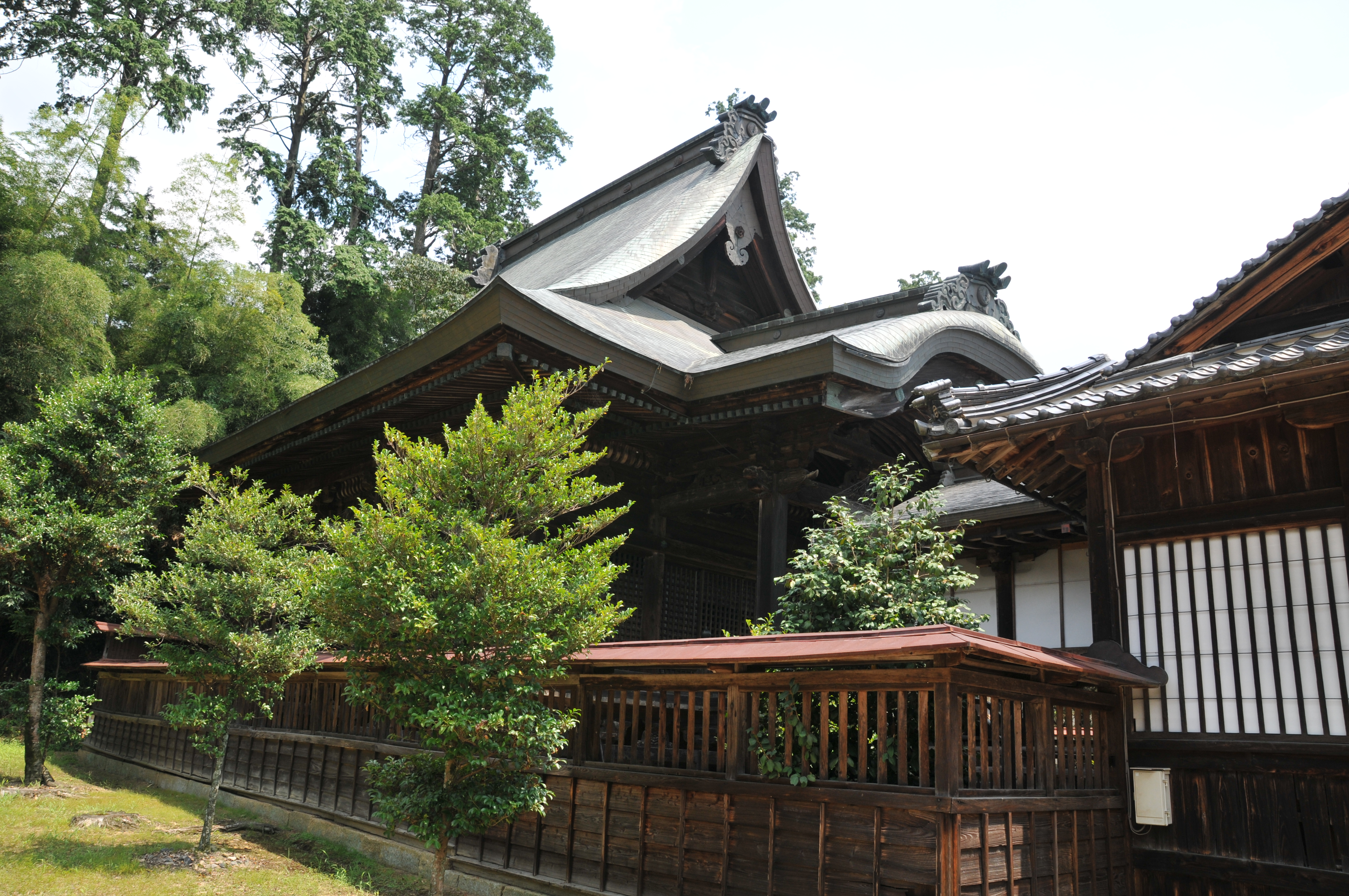
本殿

- 本殿（県指定重要文化財）

江戸時代の寛文3年（1663年）、津山藩2代藩主・森長継による再建。
この地方独特の中山造で、正面三間・側面四間・一重入母屋造・妻入、向拝一間・向唐破風造、銅板葺である。

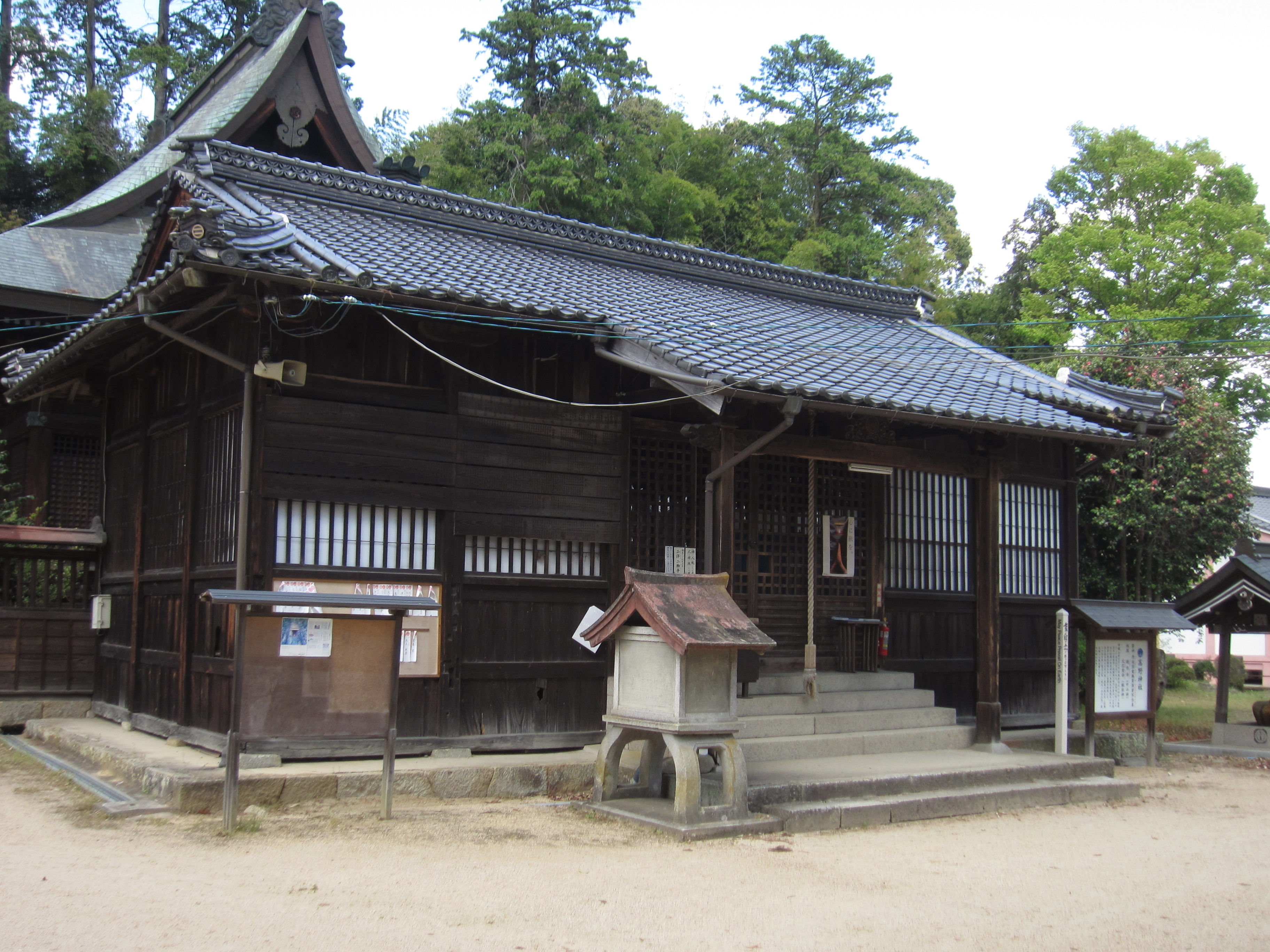
拝殿
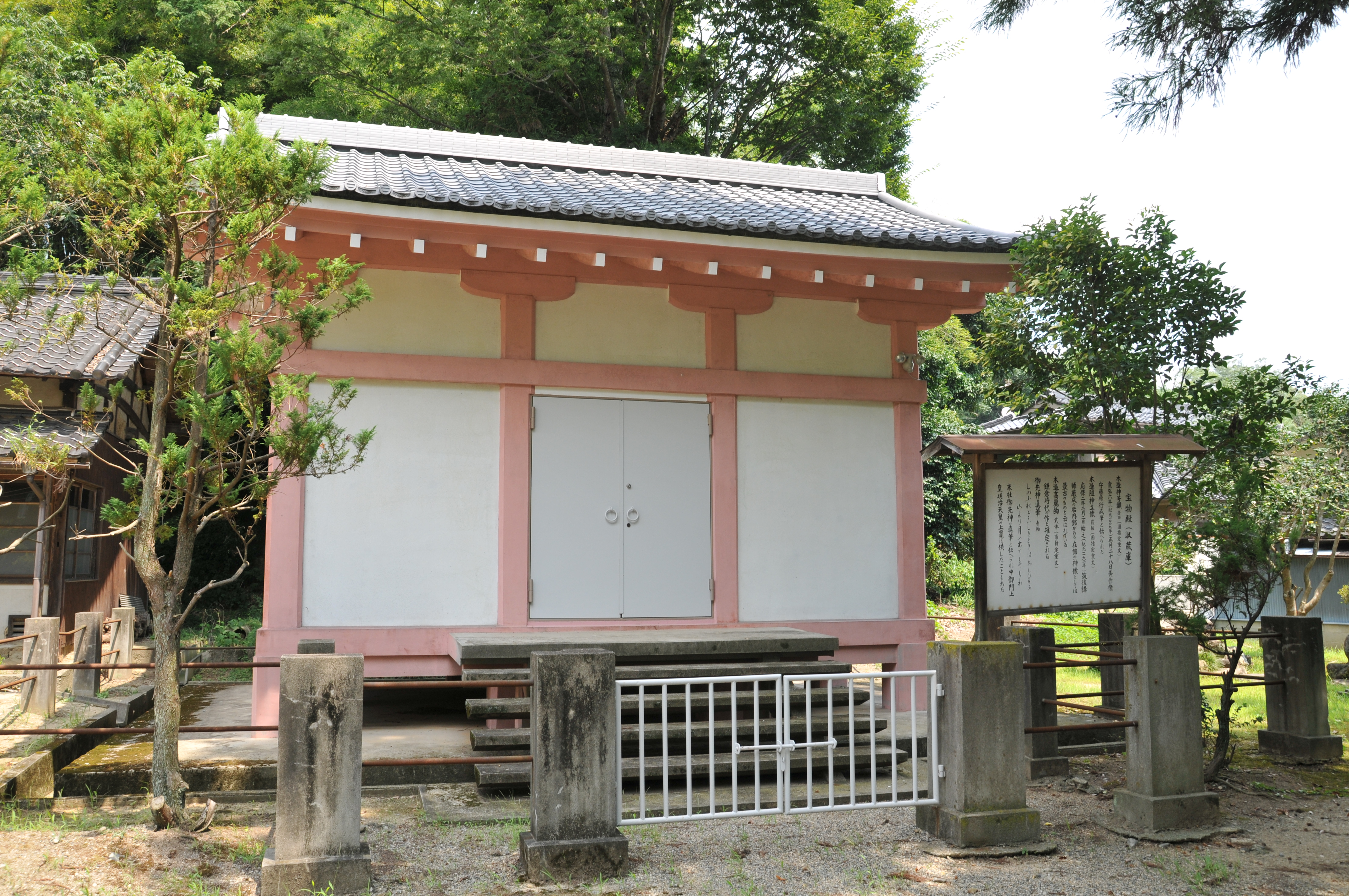
宝物殿 重要文化財指定品等の宝物を納める。
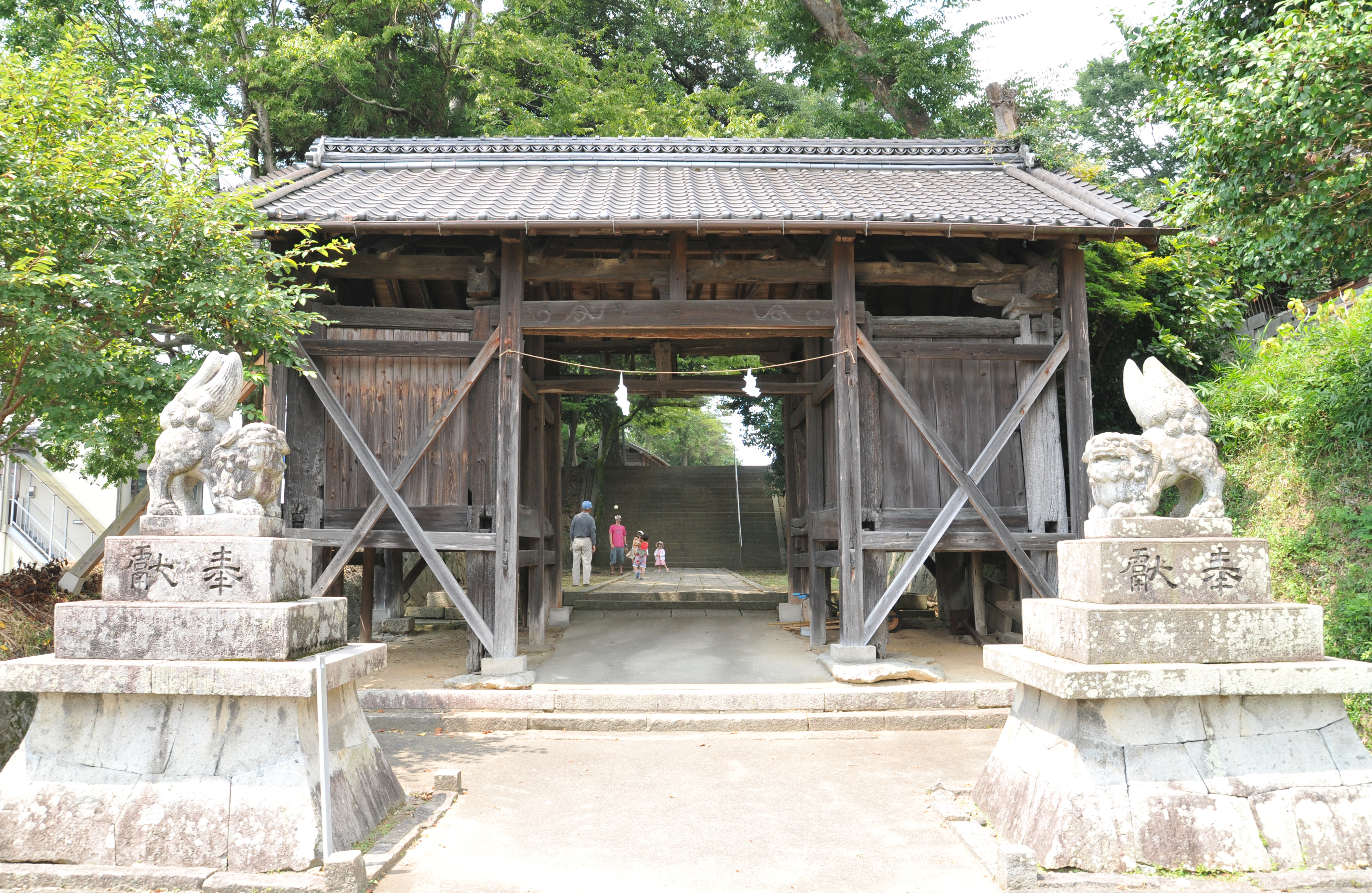
随身門（市指定重要文化財） 建久2年（1191年）の再建という。覆屋は安政2年（1855年）に付設[5]。

### 宇那提森

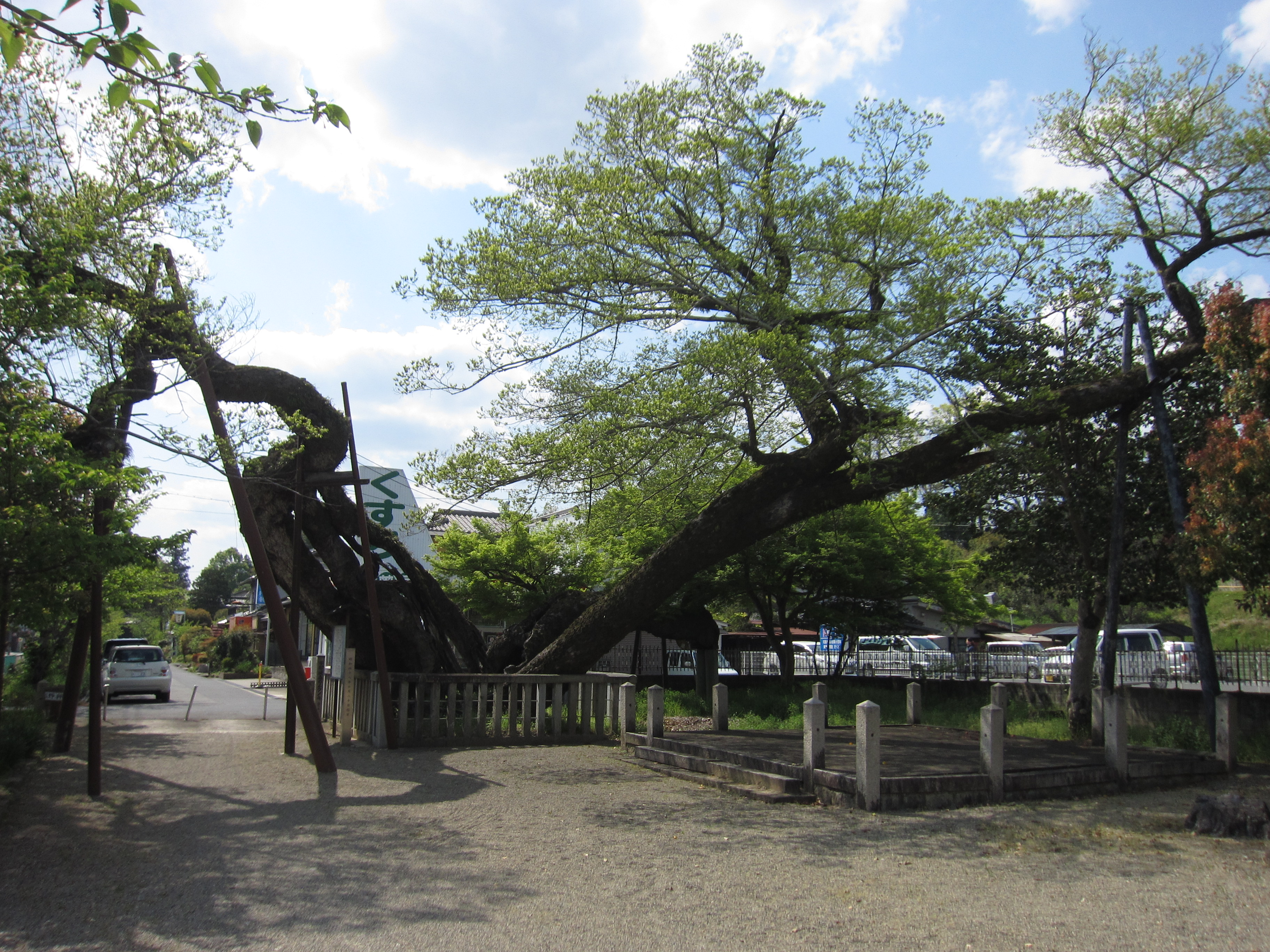
宇那提森のムクノキ（市指定天然記念物）

宇那提森（うなでのもり、うなでがもり）は、当社鎮座地の森。『五大集歌枕』や『八雲御抄』で美作国の歌枕として記載されている。
『万葉集』には「卯名手の社」の記載があり、これは大和国高市郡雲梯郷（現 奈良県橿原市）にあてるのが通説だが、後世の歌学書はこの「うなてのもり」を用水の神の普通名詞として美作国にあてている。また、美作国の「うなての社」で雨乞いをする様子を記す文献もあり、水にまつわる神としての当社の信仰がうかがわれる。
伝承によると、この森には大蛇が棲んでおり、人畜に害をもたらし神社の扁額を舐めまわしたと言われる。当社所蔵文化財のうち藤原行成筆と伝える扁額「正一位高野大明神」が残っている。大蛇は森で殺されたといい、現在も残る蛇塚・胴塚に埋められたという。
宇那提森は戦国時代に砦構築のため宇喜多氏により伐採され、現在は石鳥居付近に一本のムクノキのみが残され市の天然記念物に指定されている。

## 摂末社
- 八幡神社
- 籠神社
- 淡島神社
- 御先神社
- 荒神社
- 広瀬神社
- 漆神社

## 主な祭事
- 歳旦祭 （1月1日）
- 夏祭 （7月18日）
- 秋祭 （10月22日に近い日曜日）

## 文化財

### 重要文化財（国指定）
- 木造神号額

明治34年（1901年）8月2日指定。
- 木造随身立像 2躯 応保二年（1162年）筑後講師厳成の銘あり

平安時代の作。昭和31年（1956年）6月28日指定。
- 木造獅子 2対

平安時代。一対は10世紀頃、もう一対は12世紀頃の作。狛犬のように見えるが、頭上に角をもたない「獅子」像で、この種の作例としては、奈良・薬師寺像とともに日本最古に属する。平成16年（2004年）6月8日指定。

### 岡山県指定重要文化財
- 本殿 - 昭和58年（1983年）4月8日指定

### 津山市指定重要文化財
- 随身門及び覆屋 - 平成11年（1999年）9月24日指定

### 津山市指定天然記念物
- 宇那提森のムクノキ - 昭和48年（1973年）10月20日指定

## 現地情報
所在地
- 岡山県津山市二宮601

交通アクセス
- 最寄駅：JR西日本姫新線 院庄駅 （徒歩約10分）

周辺
- 美和山古墳群 - 国の史跡。美作地方最大の前方後円墳を有する
- 作楽神社